# Вандеруп
Вандеруп (нім. Wanderup) — громада в Німеччині, розташована в землі Шлезвіг-Гольштейн. Входить до складу району Шлезвіг-Фленсбург. Складова частина об'єднання громад Еггебек.
Площа — 28,64 км2. Населення становить 2575 ос. (станом на 31 грудня 2020).